# Astracanada
La astracanada o astracán (de Astracán, ciudad rusa cercana a la desembocadura del río Volga en el mar Caspio) es un subgénero teatral cómico muy popular en los escenarios españoles durante el primer tercio del siglo XX y cultivado por los dramaturgos Pedro Muñoz Seca y Pedro Pérez Fernández. 
El astracán supuso una salida a la crisis de los sainetes. Basado en una teatralización de la realidad, explota el uso del retruécano, de falsillas sentimentales y de situaciones disparatadas, a las que se supeditan los personajes y la acción, haciendo uso de juegos toscos de palabras, tipificación regional del habla, nombres propios que dan lugar al equívoco y al chiste, abuso del ripio, etc. La figura más importante del astracán es el fresco.
En las astracanadas lo que importa únicamente es reír incluso a costa de la verosimilitud argumental, y a esa función se dirigen todos los demás recursos del drama. En sus manifestaciones más extremas se llega incluso a subvertir el lenguaje por medio de una parodia continua, que es lo que ocurre en La venganza de Don Mendo, astracanada de Muñoz Seca en que se parodia el teatro histórico del modernismo literario español y las convenciones y temas del teatro clásico español del Siglo de Oro. 
Otras astracanadas muy conocidas de Muñoz Seca son El verdugo de Sevilla y Los extremeños se tocan.